# Conca (geologia)
Con conca si definisce in geomorfologia una depressione terrestre avente forma semicircolare e versanti rialzati.

## Descrizione
A seconda dell'origine si distinguono:
- Conche tettoniche, cioè dovute a movimenti della crosta terrestre (fosse tettoniche);
- Conche d'erosione, determinate da fenomeni di erosione dovuti ad acque correnti, ghiacciai, mare, venti;
- Conche di accumulazione, determinate dagli stessi fenomeni delle conche d'erosione con in più la sedimentazione di materiali dovuti al trasporto da parte di acque.

Il fondo delle conche è solitamente coperto da laghi o terreni pianeggianti sedimentari.